# برودویو هایتس (اوهایو)
برودویو هایتس(به انگلیسی: Broadview Heights) شهری در ایالت اوهایو کشور ایالات متحده آمریکا است که جمعیت آن در سرشماری سال ۲۰۱۰ میلادی، ۱۹٬۴۰۰ نفر بوده‌است.